# Liste der Staatspreise der Republik Österreich
Unter einem Staatspreis versteht man in der Republik Österreich eine staatliche Auszeichnung, die mit finanziellen Mitteln ausgestattet ist und durch ein Bundesministerium vergeben wird. Jeder Bundesminister kann dabei Staatspreise für Themen aus dem eigenen Kompetenzbereich stiften.

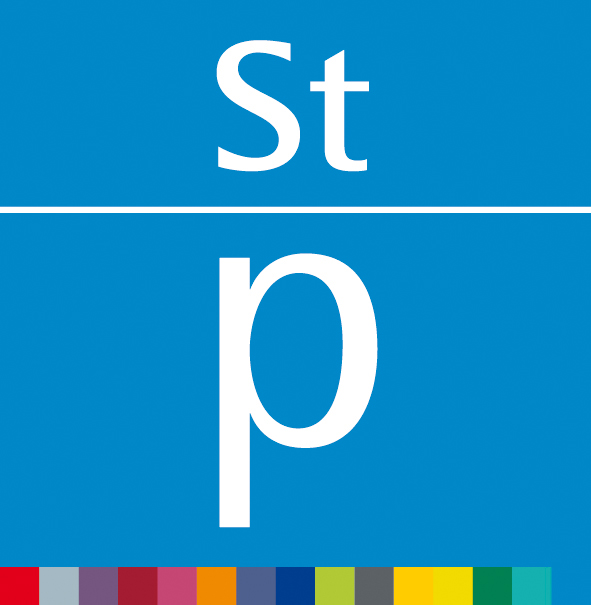
Logo des Staatspreises Architektur

Logo des Staatspreises Design
(Form bis 1996)

Neben den Verdienstorden und den Berufstiteln gehören die Staatspreise zu den bedeutendsten Würdigungen des Landes. Eine Besonderheit ist, dass es nicht nur einen Staatspreis gibt, sondern eine ganze Reihe von Preisen unterschiedlicher Art, die je nach Kompetenzbereich und Tätigkeitsgebiet an die Gewinner von Wettbewerben, oder in Würdigung langjährigen Wirkens verliehen werden. Beispielsweise veranstaltet das Wirtschaftsministerium für die Vergabe von Staatspreisen an österreichische Unternehmen Bewerbe in 15 verschiedenen Sachgebieten. Die Wettbewerbe werden üblicherweise in einem Zeitraum von ein bis zwei Jahren abhängig von der Thematik durchgeführt. Die Anzahl und Art der vergebenen Staatspreise ist nicht jedes Jahr gleich, sondern laufenden Veränderungen unterworfen.
Die Vorschläge zur Verleihung eines Staatspreises müssen an das zuständige Bundesministerium gerichtet werden und werden oft durch die jeweiligen Interessenvertretungen (z. B. Kammern, Berufsverbände usw.) eingebracht, wobei je nach Statut des betreffenden Staatspreises noch andere Stellen zur Beratung, Begutachtung und Finanzierung eingebunden sein können. So sind etwa an der Verleihung des Staatspreises Architektur neben dem in diesem Fall federführenden Wirtschaftsministerium auch die Wirtschaftskammer Österreich, die Architekturstiftung Österreich, die Bundeskammer der Architekten und Ingenieurkonsulenten und das Unterrichtsministerium beteiligt.

## Großer Österreichischer Staatspreis
| Name der Auszeichnung               | Behörde                       | Bemerkung |
| ----------------------------------- | ----------------------------- | --- |
| Großer Österreichischer Staatspreis | Bundeskanzleramt & Kunstsenat | Die höchste Auszeichnung der Republik Österreich für hervorragende Leistungen im Bereich der Kunst. Der Preis wird einmal jährlich auf Vorschlag des Österreichischen Kunstsenats für ein künstlerisches Lebenswerk verliehen, und zwar ohne festgelegtes Rotationsprinzip innerhalb der Sparten Architektur, Bildende Kunst, Literatur und Musik. Das mit der Auszeichnung verbundene Preisgeld beträgt 30.000 Euro. |

## Weitere Staatspreise nach Sparten

### Architektur
| Name der Auszeichnung                                                    | Behörde                    | Bemerkung |
| ------------------------------------------------------------------------ | -------------------------- | --- |
| Staatspreis Architektur                                                  | Wirtschaftsministerium     | Dieser Bewerb findet seit dem Jahr 2000 alle zwei Jahre statt. Er hat wechselnde Schwerpunkte zu Tourismus und Freizeit, Industrie und Gewerbe sowie Verwaltung und Handel. Teilnehmen können entweder Unternehmen als Bauherren oder Architekten als Planer |
| Staatspreis Architektur und Nachhaltigkeit                               | Landwirtschaftsministerium | Wird seit 2006 als Wettbewerb durchgeführt, Kategorien sind „Neubau“, „Sanierung“ und „Export“, d. h. realisierte Projekte im Ausland. Aus den Einreichungen wählt eine Jury zunächst zehn Nominierungen und hieraus vier Preisträger sowie einen Sonderpreisträger aus. Gewürdigt soll die architektonische Qualität und die Qualität im Sinne der Nachhaltigkeit von Bauprojekten werden. |
| Outstanding Artist Award für Experimentelle Tendenzen in der Architektur | Unterrichtsministerium     | Verliehen seit 1988. Bis 2009 als Förderungspreis vergeben, erhielt die Auszeichnung 2010 ihren jetzigen Namen. Die Verleihung dieses mit 8.000 Euro dotierten Preises erfolgt alle zwei Jahre als Kategorie der Outstanding Artist Awards. |

### Bildende Kunst
| Name der Auszeichnung                                 | Behörde                                         | Bemerkung |
| ----------------------------------------------------- | ----------------------------------------------- | --- |
| Adolf-Loos-Staatspreis Design                         | Wirtschaftsministerium                          | Dieser nach Adolf Loos benannte Preis ersetzt seit 1997 den Staatspreis Design, der mit Unterbrechungen seit 1968 vergeben wurde, sowie den Staatspreis für gestaltendes Handwerk, der zwischen 1989 und 1996 vergeben wurde. Ausgezeichnet werden seit 2001 Hersteller und Gestalter von Produkten, die ein außergewöhnliches Design aufweisen. Aktuell wird der Preis in drei Kategorien vergeben, und zwar für „Räumliche Gestaltung“, „Produktgestaltung“ und „Investitions- und Konsumgüter“. |
| Outstanding Artist Award für Experimentelles Design   | Unterrichtsministerium                          | Verliehen seit 1989. Bis 2009 als Förderungspreis vergeben, erhielt die Auszeichnung 2010 ihren jetzigen Namen. Die Verleihung dieses mit 8.000 Euro dotierten Preises erfolgt alle zwei Jahre als Kategorie der Outstanding Artist Awards. |
| Staatspreis für gestaltendes Handwerk                 | Wirtschaftsministerium                          | Verliehen in Kooperation mit der Bundeswirtschaftskammer zwischen 1989 und 1996, dotiert mit 7.000 Euro. Einreichungsberechtigt waren auch handwerklich tätige Künstler/innen, |
| Keramikpreis der Kunstsektion im Bundeskanzleramt     | Salzburger Landesregierung und Bundeskanzleramt | Verliehen 1993–2007 in Kooperation mit der Salzburger Landesregierung als Salzburger Keramikpreis (Kategorie „Preis der Republik Österreich: Kunstsektion im Bundeskanzleramt“), dotiert mit 3.000 Euro. |
| Birgit-Jürgenssen-Preis                               | Bundeskanzleramt & andere                       | Benannt nach Birgit Jürgenssen und mit 5.000 Euro dotiert. Der Preis wird jährlich an eine Studentin oder einen Studenten der Akademie der bildenden Künste Wien für eine Arbeit im medialen Bereich verliehen, insbesondere unter Bedachtnahme auf Werke der künstlerischen Fotografie, der Video- oder Medienkunst. |
| Staatspreis für Bildende Kunst                        | Bundeskanzleramt                                | Vergabe von 1972 bis 2009 als Kategorie des Österreichischen Kunstpreises, dann weitergeführt innerhalb der Outstanding Artist Awards. |
| Outstanding Artist Award für Bildende Kunst           | Unterrichtsministerium                          | Verliehen seit 1989. Bis 2009 als Würdigungspreis für Bildende Kunst vergeben, erhielt die Auszeichnung 2010 ihren jetzigen Namen. Die Verleihung dieses mit 8.000 Euro dotierten Preises erfolgt jährlich als Kategorie der Outstanding Artist Awards. |
| Modepreis für experimentelles Modedesign              | Bundeskanzleramt                                | Dieser Preis wurde 2000 – 2016 jährlich in Kooperation zunächst mit „Unit F - Büro für Mode“ (von 2000 bis 2013) und nunmehr mit „AFA – Austrian Fashion Association“ (seit dem Jahr 2014) für „junges, zukunftsweisendes Modedesign“ vergeben und bestand aus einem Arbeitsstipendium in Verbindung mit einem Praktikum bei einem*er internationalen Designer*in. Seit 2017 wird der Preis als Outstanding Artist Award für experimentelles Modedesign verliehen. |
| Oskar-Kokoschka-Preis                                 | Wissenschaftsministerium                        | Ursprünglich als Staatspreis für bildende Kunst vergeben, 1980 nach Oskar Kokoschka benannt. Der Preis wird seither alle zwei Jahre, jeweils am 1. März, dem Geburtstag Kokoschkas, für hervorragende Leistungen auf dem Gebiet der bildenden Kunst vergeben und ist mit 20.000 Euro dotiert. Vorsitzender der Jury ist der jeweilige Rektor der Universität für angewandte Kunst Wien. |
| Staatspreis für Grafik                                | Bundeskanzleramt                                | Der Preis war seit 1985 Teil des Österreichischen Kunstpreises und wurde 2009 in die Kategorie „Bildende Kunst“ der Outstanding Artist Awards übergeführt. |
| Outstanding Artist Award für Karikatur und Comics     | Unterrichtsministerium                          | Verliehen seit 2008. Die Verleihung dieses mit 8.000 Euro dotierten Preises erfolgt alle zwei Jahre als Kategorie der Outstanding Artist Awards. |
| Staatspreis für künstlerische Fotografie              | Bundeskanzleramt                                | Seit 1990 in unregelmäßigen Abständen verliehen und mit 22.000 Euro (2009) dotiert. Die Auswahl der Preisträger obliegt einer Jury, die vom Bundesminister bestellt wird. Preisträger müssen österreichische Staatsbürger sein oder einen ständigen Wohnsitz im Bundesgebiet haben. Bis 2009 als Würdigungspreis für künstlerische Fotografie vergeben, erhielt der Preis 2010 seinen jetzigen Namen. Die Vergabe erfolgt als Kategorie des Österreichischen Kunstpreises. |
| Outstanding Artist Award für künstlerische Fotografie | Unterrichtsministerium                          | Verliehen seit 1981. Bis 2009 als Förderungspreis für künstlerische Fotografie vergeben, erhielt die Auszeichnung 2010 ihren jetzigen Namen. Die Verleihung dieses mit 8.000 Euro dotierten Preises erfolgt jährlich als Kategorie der Outstanding Artist Awards. |
| Staatspreis für Malerei                               | Bundeskanzleramt?                               | Verliehen zwischen 1965 und 1990, unter anderem 1969 an Rudolf Hausner. Derzeit (2019) nicht mehr als eigener Preis vergeben, aber ab 1990 im Österreichischen Kunstpreis durch die Kategorie „Bildende Kunst“ enthalten; dann innerhalb der Outstanding Artist Awards repräsentiert. |
| Staatspreis für Bildhauerei                           | Bundeskanzleramt?                               | Verliehen ab 1950 als „Staatspreis der Akademie der Bildenden Künste Wien“, u. a. an Fritz Wotruba (1955), oder Hans Knesl (1951), ab 1957 als „Österr. Staatspreis für Bildhauerei“, u. a. an Sepp Dangl (1957), Otto Eder (1962), Andreas Urteil (1963); dann verliehen als Österreichischer Kunstpreis, Kategorie „Bildhauerei“. Derzeit (2019) nicht als eigener Preis vergeben, aber innerhalb der Kategorie „Bildende Kunst“ der Outstanding Artist Awards repräsentiert. |
| Staatspreis für Angewandte Kunst                      | Unterrichtsministerium                          | Verliehen zwischen 1960 und 1971. Preisträger waren u. a. Hubert Aratym (1964), Kurt Ohnsorg (1968), Fritz Goffitzer (1969). Dann übergeleitet in den Österreichischen Kunstpreis, Kategorie „Angewandte Kunst“. |
| Österreichischer Kunstpreis - Diverse Kategorien      | Unterrichtsministerium                          | Dieser Preis wurde sog. etablierten Künstlern „für ihr umfangreiches, international anerkanntes Gesamtwerk“ zuerkannt, und in verschiedenen Sparten jährlich beziehungsweise biennal vergeben. Die Ursprünge einzelner Preissparten reichen bis ins Jahr 1950 zurück. Alle Kunstpreise wurden 2010 – 2013 neu organisiert und definiert und in neue Formate transferiert. Die Auswahl der Preisträger des Österreichischen Kunstpreises erfolgte jeweils durch unabhängige Expertenjurys und in Form eines Beirates; eine Bewerbung war nicht möglich. Heute sind alle Kategorien des Kunstpreises in die Outstanding Artist Awards übergegangen. |

### Darstellende Kunst
| Name der Auszeichnung                           | Behörde                | Bemerkung |
| ----------------------------------------------- | ---------------------- | --- |
| Outstanding Artist Award für Darstellende Kunst | Unterrichtsministerium | Verliehen seit 1995, zunächst als Kategorie des Österreichischen Kunstpreises. Die Verleihung dieses mit 8.000 Euro dotierten Preises erfolgt jährlich als Kategorie der Outstanding Artist Awards. |

### Kulturarbeit
| Name der Auszeichnung                                | Behörde                | Bemerkung |
| ---------------------------------------------------- | ---------------------- | --- |
| Outstanding Artist Award für Innovative Kulturarbeit | Unterrichtsministerium | Verliehen seit 2013, zunächst als Kategorie des Österreichischen Kunstpreises. Die Verleihung dieses Preises erfolgt jährlich als Kategorie der Outstanding Artist Awards. |

### Forschung/Bildung/Wissenschaft
| Name der Auszeichnung                                                                      | Behörde                                                   | Bemerkung |
| ------------------------------------------------------------------------------------------ | --------------------------------------------------------- | --- |
| Staatspreis DIVERSITAS                                                                     | Wissenschaftsministerium                                  | Wird seit 2016 an österreichische Universitäten, Fachhochschulen und Forschungseinrichtungen verliehen. Ausgezeichnet werden ausgewählte Projekte, die sich dafür einsetzen, dass „die Wissenschaft vielfältiger und allen Menschen zugänglich wird“. |
| Staatspreis Erwachsenenbildung                                                             | Bundesministerium für Bildung und Frauen                  | Wird seit 2008 in der gegenwärtigen Form verliehen. Vorgänger der seit 1984 als Staatspreis vergebenen Auszeichnung waren der Förderungspreis für Volksbildung (1956–1973) und der Förderungspreis für Erwachsenenbildung (1974–1983), wobei die Statuten mehrfach geändert wurden. |
| Gabriele-Possanner-Staatspreis                                                             | Wissenschaftsministerium                                  | Der nach Gabriele Possanner benannte Staatspreis für Feminismusforschung wird seit 1997 alle zwei Jahre vergeben und ist mit 10.000 Euro dotiert. Die Überreichung erfolgt zumeist erst im Folgejahr. Zusammen mit dem Staatspreis werden stets zwei Förderungspreise vergeben, die mit je 3.000 Euro dotiert sind.                                                                                           |
| Karl-von-Vogelsang-Staatspreis                                                             | Wissenschaftsministerium                                  | Der nach Karl von Vogelsang benannte Staatspreis für Geschichte der Gesellschaftswissenschaften wird alle zwei Jahre auf Vorschlag einer Jury vergeben. Der Preis ist für den Staatspreisträger mit 7.500 Euro dotiert. Es wird weiters ein Förderungspreis vergeben, der mit 2.000 Euro dotiert ist. |
| Österreichischer Staatspreis für Geschichtswissenschaften                                  | Bundesministerium für Bildung, Wissenschaft und Forschung | 2024 von Bundesminister Martin Polaschek ins Leben gerufen, Preisträger 2024 war Christina Antenhofer, der Sonderpreis für das Lebenswerk ging an Andreas Kappeler, die Nachwuchspreise an Anna Adorjáni und Andreas Pfützner. |
| Staatspreis KNEWLEDGE                                                                      | Wirtschaftsministerium                                    | Der Name KNEWLEDGE ist eine Wortkonstruktion aus knowledge und new und steht für ständige Wissenserweiterung. Mit der seit 2004 vergebenen Auszeichnung werden alle zwei Jahre Unternehmen mit innovativen Personal- und Organisationsentwicklungskonzepten in den Unternehmensgrößen (bis 100, 101–500 und über 500 Mitarbeiter) bedacht.                                                                    |
| Ludwig-Boltzmann-Staatspreis für Forschungspolitik                                         | Wissenschaftsministerium                                  | Nach Ludwig Boltzmann benannter Staatspreis für Forschungspolitik |
| Österreichischer Museumspreis                                                              | Bundeskanzleramt                                          | Wird seit dem Jahr 2000 alle zwei Jahre verliehen. Mit der Preisvergabe sollen österreichische Museen angeregt werden, ihre Inhalte, Präsentation und Vermittlung ansprechend und zeitgemäß zu gestalten. Vergeben werden ein Hauptpreis (20.000 Euro), ein Förderungspreis (10.000 Euro) und ein Würdigungspreis (5.000 Euro). Das Preisgeld ist zweckgebunden für die ausgezeichneten Museen zu verwenden.  |
| Österreichischer Schulpreis                                                                | Bundesministerium für Bildung und Frauen                  | Seit 2009 vergeben und mit 10.000 Euro für den Hauptpreis dotiert. Bewerben können sich alle öffentlichen und privaten Schulen Österreichs mit hervorragender pädagogischer Praxis. Die Vergabekriterien sind dem Deutschen Schulpreis nachgeformt. Neben dem Hauptpreis gibt es einen mit 5.000 Euro dotierten Sonderpreis.                                                                                  |
| Victor-Adler-Staatspreis                                                                   | Wissenschaftsministerium                                  | Der nach Victor Adler benannte Staatspreis wird zweijährlich für hervorragende wissenschaftliche Leistungen auf dem Gebiet der Sozial- und Kulturhistoriographie vergeben und ist mit 7.500 Euro dotiert. Er wurde von 1980 bis 1992 jährlich vergeben, seit 1993 nur mehr alle zwei Jahre. Die Ausschreibungskriterien sind mit dem Karl-von-Vogelsang-Staatspreis identisch.                                |
| Wittgenstein-Preis                                                                         | Wissenschaftsministerium                                  | Nach Ludwig Wittgenstein benannt, 1996 ins Leben gerufen und mit einem Preisgeld bis zu 1,5 Millionen Euro der höchstdotierte Wissenschaftspreis Österreichs. Der Preis wird üblicherweise einmal jährlich vom Fonds zur Förderung der wissenschaftlichen Forschung ausgeschrieben und vom Wissenschaftsministerium vergeben.                                                                                 |
| Staatspreis für beste Diplom- und Masterarbeitsabschlüsse                                  | Unterrichtsministerium                                    | Verliehen als „Würdigungspreis“ seit 1974, als „Staatspreis“ seit 1990. Mit diesem Preis für Wissenschaft und Kunst, der heute mit 3.000 EUR dotiert ist, werden seit 1974 jährlich die besten Diplom- und Masterabschlüsse an allen österreichischen Universitäten, Kunstuniversitäten und Fachhochschulen (dzt. 50 Abschlussarbeiten von heute (2017) insgesamt 16.000 Abschlüssen jährlich) ausgezeichnet. |
| Award of Excellence - Staatspreis für die besten Dissertationen                            | Unterrichtsministerium                                    | Mit diesem Staatspreis, der aus Mitteln der Studienförderung finanziert wird und mit 3.000 EUR dotiert ist, werden seit 2008 die 40 besten Dissertationen des abgelaufen Studienjahres honoriert. Die Vorschläge dafür kommen von den Universitäten. Die feierliche Überreichung der Preise erfolgt im Dezember jedes Jahres.                                                                                 |
| Ars Docendi-Staatspreis für exzellente Lehre an den öffentlichen Universitäten Österreichs | Wissenschaftsministerium                                  | Der „Ars Docendi-Staatspreis für exzellente Lehre an den öffentlichen Universitäten Österreichs“ wird seit 2013 erstmals vergeben. |

### Gesellschaftliche Anliegen
| Name der Auszeichnung                                      | Behörde                                  | Bemerkung |
| ---------------------------------------------------------- | ---------------------------------------- | --- |
| Staatspreis Arbeitssicherheit                              | Sozialministerium                        | Der Preis fördert Initiativen und Projekte zur Verbesserung der Arbeitssicherheit und des Gesundheitsschutzes bei der Arbeit. Er wird alle zwei Jahre vergeben und wurde 2009 zum fünften Mal verliehen. Teilnahmeberechtigt sind Unternehmen und Betriebe, die der Zuständigkeit der Arbeitsinspektion unterliegen. Projekte, die sich kommerziell mit Arbeitssicherheit beschäftigen, können nicht berücksicht werden. |
| Fairness Award                                             | Bundesministerium für Bildung und Frauen | |
| Staatspreis Chancengleichheit in Forschung und Entwicklung | Verkehrsministerium                      | Dieser Staatspreis wurde durch Bundesministerin Doris Bures ins Leben gerufen und 2009 zum ersten Mal verliehen, wobei Auszeichnungen in den Kategorien „Mikrounternehmen“, „Kleinunternehmen“, „mittlere Unternehmen“, „Großunternehmen“, „kleine und mittlere außeruniversitäre Forschungseinrichtungen“ und „große außeruniversitäre Forschungseinrichtungen“ zur Vergabe gelangten.                                  |
| Käthe-Leichter-Preis                                       | Frauenministerium und Sozialministerium  | Wird seit 1991 als Staatspreis für die Disziplinen Frauenforschung, Geschlechterforschung und Gleichstellung in der Arbeitswelt vergeben. Neben dem eigentlichen Staatspreis werden im Rahmen dieser Auszeichnung auch Anerkennungspreise sowie der Frauen-Lebenswerk-Preis verliehen. |
| Österreichischer Staatspreis für Frauen                    | Frauenministerium                        | erstmalige Verleihung 2022 an die Österreichische Fußballnationalmannschaft der Frauen; 2023 erhielt Francesca Ferlaino den Grete-Rehor-Staatspreis, weitere Grete-Rehor-Preise erhielten 2023 unter anderem Andrea Weber, Alexandra Kautzky-Willer und Monika Köppl-Turyna |
| Europa-Staatspreis                                         | Bundeskanzleramt                         | Der Europa-Staatspreis zeichnet außerordentliches Engagement von Bürgerinnen und Bürgern sowie Organisationen zur Förderung des europäischen Bewusstseins und Europaverständnisses in Österreich aus. |

### Medien
| Name der Auszeichnung                                                                   | Behörde                                                      | Bemerkung |
| --------------------------------------------------------------------------------------- | ------------------------------------------------------------ | --- |
| Staatspreis für Wissenschaftspublizistik                                                | Bundesministerium für Wissenschaft, Forschung und Wirtschaft | Verliehen seit 1971. Ausgezeichnet werden hervorragende journalistische Beiträge, die Themen aus Wissenschaft und Forschung aufgreifen und in der Öffentlichkeit das Interesse und die Akzeptanz für Wissenschaft und Forschung wecken und vertiefen helfen. Vergeben werden ein Staatspreis (5.500 Euro), ein Förderungspreis (2.500 Euro) sowie auch Sonderpreise. |
| Kunstpreis für Film                                                                     | Bundeskanzleramt                                             | Vergabe als Kategorie des Österreichischen Kunstpreises |
| Outstanding Artist Award für Film                                                       | Unterrichtsministerium                                       | Verliehen seit 1979. Bis 2009 als Förderungspreis für Filmkunst vergeben, erhielt die Auszeichnung 2010 ihren jetzigen Namen. Die Verleihung dieses mit 8.000 Euro dotierten Preises erfolgt jährlich als Kategorie der Outstanding Artist Awards. |
| Kunstpreis für Medienkunst                                                              | Bundeskanzleramt                                             | Bis 2009 als Würdigungspreis für Video- und Medienkunst vergeben, erhielt der Preis 2010 seinen jetzigen Namen. Die Vergabe erfolgt als Kategorie des Österreichischen Kunstpreises. |
| Outstanding Artist Award für Video- und Medienkunst                                     | Unterrichtsministerium                                       | Bis 2009 als Förderungspreis für Video- und Medienkunst vergeben, erhielt die Auszeichnung 2010 ihren jetzigen Namen. Die Verleihung dieses mit 8.000 Euro dotierten Preises erfolgt jährlich als Kategorie der Outstanding Artist Awards. |
| Staatspreis Bildungsjournalismus                                                        | Bundesministerium für Bildung und Frauen                     | |
| Staatspreis für journalistische Leistungen im Interesse der Jugend                      | Sozialministerium                                            | |
| Staatspreis für publizistische Leistungen im Interesse der Geistigen Landesverteidigung | Wissenschaftsministerium                                     | 1965 zur Förderung der geistigen Landesverteidigung ins Leben gerufen, richtet sich an österreichische Berufsjournalisten in Rundfunk und Fernsehen |
| Staatspreis Multimedia und e-Business                                                   | Wirtschaftsministerium                                       | Der seit 2001 existierende und im Zweijahresabstand vergebene Preis umfasst insgesamt sechs Kategorien, die sich in die beiden Gruppen „Multimedia“ (mit den drei Kategorien „Kultur, Unterhaltung und Spiele“, „Lernen, Nachrichten und Communities“, „Wellness, Gesundheit und Soziale Dienste“) und „e-Business“ (mit den drei Kategorien „e-Government und öffentliche Informationsdienste“, „e-Marketing und Unternehmenspräsentation“, „e-Commerce und Kundenbindung“) gliedern lassen. Der Preis kann EU-weit an Personen oder Unternehmen vergeben werden. |
| Staatspreis Public Relations                                                            | Wirtschaftsministerium                                       | Dieser Preis existiert seit 1984 und wird jährlich zur Förderung einer professionellen und verantwortungsvollen Öffentlichkeitsarbeit vergeben. Mit der Ausrichtung und Organisation des Staatspreises wurde der Public Relations Verband Austria (PRVA) beauftragt, die Verleihung findet im Rahmen der „PR-Gala“ statt. Kategorien sind „Corporate PR“, „Interne PR“, „Online & Social Media PR“, „Produkt- & Service PR“ und PR-Spezialdisziplinen. |
| Staatspreis Wirtschaftsfilm                                                             | Wirtschaftsministerium                                       | Der Preis existiert seit 1987 und wird heute alle zwei Jahre vergeben, und zwar an Filmproduzenten für in Österreich hergestellte Filme, in denen Wirtschaftsthemen, wie Unternehmensvorstellungen oder ähnliches behandelt wird. Der Staatspreis Wirtschaftsfilm ist dabei nicht zu verwechseln mit dem Preis für „Werbefilm“, der im Rahmen des Staatspreises Werbung (siehe unten) vergeben wird. |
| Thomas-Pluch-Drehbuchpreis                                                              | Bundeskanzleramt                                             | Der nach Thomas Pluch benannte Preis wurde 1992 ins Leben gerufen und das Drehbuchforum Wien mit der Ausrichtung beauftragt. Ziel der Auszeichnung ist es, österreichischen Drehbuchautoren zur Anerkennung zu verhelfen sowie talentierten Nachwuchs zu fördern. Prämiert werden anspruchsvolle Werke, die sich kritisch mit gesellschaftspolitischen, kulturell relevanten oder sozialen Themen beschäftigen. Vergeben werden ein Hauptpreis (11.000 Euro) und zwei Würdigungspreise (je 5.500 Euro).                                                            |

### Musik
| Name der Auszeichnung                                  | Behörde                         | Bemerkung |
| ------------------------------------------------------ | ------------------------------- | --- |
| Staatspreis für Musik                                  | Unterrichtsministerium          | Von 1950 bis 1990 jährlich als eigener „Staatspreis für Europäische Musik“ vergeben, unter anderem 1985 an Olivier Messiaen. danach als Förderungspreis für Musik. Seit 2010 erfolgt die Vergabe des Preises als Kategorie „Musik“ der Outstanding Artist Awards (siehe unten). |
| Kunstpreis für Musik                                   | Unterrichtsministerium          | Bis 2009 als Würdigungspreis für Musik vergeben, erhielt der Preis 2010 seinen jetzigen Namen. Die Vergabe erfolgt als Kategorie des Österreichischen Kunstpreises. |
| Outstanding Artist Award für Musik                     | Unterrichtsministerium          | Von 1950 bis 1970 als Staatspreis für Musik vergeben, danach als Förderungspreis für Musik. 2010 erhielt diese Auszeichnung ihren jetzigen Namen. Die Verleihung des mit 8.000 Euro dotierten Preises erfolgt jährlich als Kategorie der Outstanding Artist Awards. |
| Staatspreis für improvisierte Musik: Hans-Koller-Preis | Unterrichtsministerium & andere | Zwischen 1996 und 2008 im Rahmen des Hans-Koller-Preises als „Austrian State Prize“ (11.000 Euro) vergeben und vom Bundesministerium für Unterricht, Kunst und Kultur gesponsert. Es handelte sich dabei um eine Kategorie des Koller-Preises und wurde alle vier Jahre an einen österreichischen Jazzmusiker für sein Lebenswerk verliehen. Da die Finanzierung des Koller-Preises ab 2009 nicht mehr gesichert erschien, wurden die Aktivitäten des preisausrichtenden Gremiums im April 2010 auf Eis gelegt. |

### Technologie / Verkehr / Innovation
| Name der Auszeichnung                      | Behörde                                      | Bemerkung |
| ------------------------------------------ | -------------------------------------------- | --- |
| Staatspreis Innovation                     | Wirtschaftsministerium                       | Der Bewerb findet jährlich seit 1979 in zweistufiger Form gemeinsam mit den Bundesländern statt. Das heißt, es gibt jeweils Landessieger und einen Bundessieger. Organisiert wird der Bewerb gemeinsam mit dem Austria Wirtschaftsservice. |
| Staatspreis KNEWLEDGE                      | Wirtschaftsministerium                       | Der Name KNEWLEDGE ist ein Apronym aus knowledge und new und steht für ständige Wissenserweiterung. Mit der seit 2004 vergebenen Auszeichnung werden alle zwei Jahre Unternehmen mit innovativen Personal- und Organisationsentwicklungskonzepten in den Unternehmensgrößen (bis 100, 101–500 und über 500 Mitarbeiter) bedacht. |
| Staatspreis Mobilität                      | Verkehrsministerium                          | Der Staatspreis Mobilität wird mit unterschiedlichem thematischem Fokus vergeben und signalisiert mit der jeweiligen Schwerpunktsetzung wichtige verkehrs- und technologiepolitische Herausforderungen. 2011 etwa war die Aufmerksamkeit auf das Thema „Elektromobilität“ gerichtet, 2019 auf das Thema „Wirtschaftsmotor Innovation“. |
| Staatspreis Umwelt- und Energietechnologie | Wirtschaftsministerium & Verkehrsministerium | Der Staatspreis wurde 2012 zum dritten Mal vergeben. Dabei kamen Preise in drei Kategorien zur Vergabe („Forschung & Innovation“, „Energie & Effizienz“, „Umwelt & Klima“), zudem wurde ein Sonderpreis für „Start-up Ressourceneffizienz“ zuerkannt. |
| Staatspreis Verkehr                        | Verkehrsministerium                          | Dieser Staatspreis wird seit 2005 jedes Jahr vergeben, und zwar mit unterschiedlichem thematischem Fokus. Bewerbe finden in zwei Kategorien statt. Die Kategorie „Konzeption & Entwicklung“ richtet sich an innovative österreichische Verkehrsforscher und -entwickler, die Kategorie „am Markt eingesetzte Lösungen“ an die österreichische Wirtschaft und konkrete Umsetzungsprojekte im Verkehrswesen. 2011 war der Staatspreis dem Thema „Elektromobilität“ gewidmet. |
| Staatspreis Patent                         | Bundesministerium für Klimaschutz            | Dieser Staatspreis wird für Erfindungen und Marken vergeben, bisher wurde er 2016 und 2018 verliehen. Die Auswahl der Preisträger erfolgt gemeinsam mit dem Österreichischen Patentamt unter jenen Unternehmen und Erfindern, „die wesentlichen Anteil am wissenschaftlichen und wirtschaftlichen Fortschritt in Österreich haben“. |

### Umwelt/Naturschutz
| Name der Auszeichnung                    | Behörde                    | Bemerkung |
| ---------------------------------------- | -------------------------- | --- |
| Konrad-Lorenz-Preis                      | Landwirtschaftsministerium | Ab 1981 vom Umweltminister für den „Einsatz für das Unwiederbringliche in der Natur und in der Umwelt“ als Staatspreis für Natur- und Umweltschutz verliehen, wird seit 2006 nicht mehr vergeben. Der Preis war zuletzt mit 21.802 Euro dotiert.                      |
| Staatspreis beispielhafte Waldwirtschaft | Landwirtschaftsministerium | Dieser Staatspreis wird seit 1994 vergeben. Ausgezeichnet werden besondere Leistungen in den Bereichen Waldbau und -nutzung, Vermarktung von Holz und anderen forstwirtschaftlichen Produkten sowie das Angebot und die Erweiterung von forstlichen Dienstleistungen. |
| Neptun Staatspreis                       | Landwirtschaftsministerium | Ab 2005 bis 2011 alle zwei Jahre als Neptun Wasserpreis, mit 2023 Fortsetzung als Neptun Staatspreis. |

### Wirtschaft
| Name der Auszeichnung                           | Behörde                | Bemerkung |
| ----------------------------------------------- | ---------------------- | --- |
| Staatspreis Beste Lehrbetriebe - Fit for Future | Wirtschaftsministerium | Bei diesem alle zwei Jahre stattfindenden Bewerb werden seit 2008 Lehrbetriebe in drei Klassen, je nach Betriebsgröße beurteilt. Diese sind Unternehmen bis 19 Mitarbeiter, von 20 bis 249 Mitarbeiter und Unternehmen ab 250 Mitarbeiter. Hier werden Best-Practice-Strategien der Unternehmen im Bereich Lehrausbildung bewertet.                                                      |
| Staatspreis Consulting                          | Wirtschaftsministerium | Dieser jährlich stattfindende Bewerb wird seit 2005 abwechselnd in den Kategorien „Ingenieurconsulting“, „Unternehmensberatung“ und „Informationstechnologie“ abgehalten. |
| Staatspreis Familienfreundlichster Betrieb      | Wirtschaftsministerium | Mit diesem seit 2010 im Zweijahresrhythmus ausgelobten Staatspreis sollen Unternehmen ausgezeichnet werden, deren familienfreundliche Personalpolitik Vorbildwirkung hat. Dieser Preis wird nicht nur an Unternehmen mit verschiedener Mitarbeiteranzahl (5–10, 11–50 und über 50 Mitarbeiter), sondern auch Non-Profit-Organisationen und öffentlich-rechtliche Institutionen vergeben. |
| Staatspreis Marketing                           | Wirtschaftsministerium | Seit 2001 wird dieser Preis für Marketingstrategien im In- und Ausland, die einen starken Bezug zu Österreich haben, vergeben. |
| Staatspreis Tourismus                           | Wirtschaftsministerium | Der Staatspreis Tourismus wird seit 2003 alle zwei Jahre für Leistungen in der touristischen Markterschließung vergeben, wobei auf Nachhaltigkeit und sozialen und ökologischen Standard Wert gelegt wird. Teilnehmen können österreichische touristische Betriebe, Regional- und Tourismusverbände und tourismusnahe Dienstleister.                                                     |
| Staatspreis Unternehmensqualität                | Wirtschaftsministerium | Die jährliche Preisvergabe findet seit 1996 statt und umfasst die Kategorien „Großunternehmen“, „Unternehmensbereiche und Tochterunternehmen mit begrenzter Eigenständigkeit“, „Kleine und Mittlere Unternehmen“ und „Non-Profit-Organisationen“. |
| Staatspreis Vorbildliche Verpackung             | Wirtschaftsministerium | Dieser seit 1960 vergebene Preis wird jährlich ausgelobt und umfasst die Kategorien „Konsumverpackungen“ und „Transportverpackungen“, wobei die verschiedenen Kriterien, wie Zweckmäßigkeit ebenso wie Gestaltung bewertet. Von der ARA wird noch ein Preis die Kriterien „Ressourcenschonung“ und „Abfallvermeidung“ vergeben.                                                          |
| Staatspreis Werbung                             | Wirtschaftsministerium | Der Preis, der sich vor allem an die Werbewirtschaft richtet, existiert seit 1972 und wurde bis zum Jahr 2000 jährlich, seither im Zweijahresrhythmus vergeben. Es existieren die drei Kategorien „Gesamte Kampagnen“, „Werbefilm“ und „Print/Outdoor“. |